# كيث بال
كيث بال (بالإنجليزية: Keith Ball)‏ (26 أكتوبر 1940 بوالسال في المملكة المتحدة - يوليو 2023) هو لاعب كرة قدم بريطاني في مركز حراسة المرمى. لعب مع بورت فايل ونادي والسول ونادي كيدرمينستر هاريرز لكرة القدم ونونيتون بورو ‏ ونادي ووستر سيتي ودارلاستون تاون وستوربورت سويفتس ‏.

## وصلات خارجية
- كيث بال على موقع قاعدة بيانات كرة القدم.إي يو (الإنجليزية)